# Rage (film, 1977)
Pour les articles homonymes, voir Rabid (homonymie), Rage (film) et Rage.
Pour plus de détails, voir Fiche technique et Distribution.
Rage (Rabid) est un film américano-canadien réalisé par David Cronenberg et sorti en 1977.

## Synopsis
Gravement brûlée à la suite d'un accident de moto en rase campagne québécoise, Rose est opérée d'urgence dans une clinique privée des environs, Keloïd. Spécialisé dans la chirurgie esthétique, cet établissement s'apprête à expérimenter de nouvelles techniques de greffes de peau, et Rose va servir de cobaye. On lui prélève de la peau saine, que l'on neutralise par un procédé spécial, puis qu'on lui regreffe pour réparer les tissus endommagés. Après un mois de coma, la jeune femme se réveille brutalement. Son métabolisme a changé et un nouvel orifice est apparu sous son aisselle. Elle ne peut plus digérer de nourriture et doit s'alimenter directement de sang, qu'elle pompe par l'intermédiaire d'un dard rétractable logé dans le nouvel orifice. La victime est alors contaminée et développe des symptômes proches de ceux de la rage. Animée de pulsions d'une extrême violence, elle doit à son tour chercher du sang. L'épidémie se répand rapidement, la loi martiale est décrétée.

## Fiche technique
- Titre francophone : Rage
- Titre original : Rabid
- Réalisation : David Cronenberg
- Scénario : David Cronenberg
- Photographie : René Verzier
- Montage : Jean LaFleur
- Production : John Dunning
- Sociétés de production : Dunning/Link/Reitman, Cinema Entertainment Enterprise & Cinépix Film Properties
- Société de distribution : New World Pictures
- Pays de production :  États-Unis,  Canada
- Langue originale : anglais
- Format : Couleur - mono - 35 mm - 1.66:1
- Durée : 87 minutes
- Genre : horreur, science-fiction, thriller
- Dates de sortie[1] : 
  - Canada, États-Unis : 8 avril 1977
  - France : 3 août 1977
- Public : interdit aux moins de 18 ans lors de sa sortie en salle. Interdit aux moins de 16 ans aujourd'hui[Où ?]

## Distribution
- Marilyn Chambers (VF : Annie Balestra) : Rose (Laure en VF)
- Frank Moore (VF : Jean Roche) : Hart Read (Alex Read en VF)
- Joe Silver (VF : René Arrieu) : Murray Cypher
- Howard Ryshpan (VF : Marc Cassot) : Dr. Dan Keloid
- Patricia Gage (VF : Maria Tamar) : Dr. Roxanne Keloid
- Susan Roman (VF : Brigitte Morisan) : Mindy Kent
- Roger Periard (VF : Jacques Thébault) : Lloyd Walsh
- Terry Schonblum : Judy Glasberg
- Robert O'Ree (VF : Henry Djanik) : le sergent de police
- Terence G. Ross (VF : Marc de Georgi) : le fermier
- Victor Désy (VF : Jean-Louis Maury) : Claude la pointe
- Miguel Fernandes (VF : Michel Derain) : l'homme dans la salle de cinéma
- Vlasta Vrana (VF : Daniel Gall) : le policier à la clinique
- Grant Lowe (VF : Yves Barsacq) : le routier sympa
- John Gilbert (VF : Jean Berger) : Dr Royce Gentry
- Robert V. Girolami (VF : Georges Poujouly) : le présentateur du journal TV
- Kathy Keefler (VF : Paule Emanuele) : la journaliste TV
- Marcel Fournier (VF : Claude Bertrand) : le chauffeur de Taxi
- Richard W. Farrell (VF : Michel Bardinet) : le père de famille du camion lors de l'accident
- Jack Messinger (VF : Patrick Poivey) : le policier du contrôle routier

## Production
David Cronenberg souhaitait initialement Sissy Spacek pour le rôle principal. Le producteur Ivan Reitman préfère quant à lui une actrice plus connue et sexy. Marilyn Chambers, venue du cinéma pornographique, est ainsi choisie pour le rôle.
Le tournage a lieu de novembre à décembre 1976, à Montréal (rue Saint-Mathieu, Crémazie, île-des-Sœurs, etc.).

## Accueil
Sur l'agrégateur américain Rotten Tomatoes, il récolte 73% d'opinions favorables pour 26 critiques et une note moyenne de 6,22⁄10.

## Clin d’œil
On peut voir une affiche du film Carrie au bal du diable (1976) de Brian De Palma, avec Sissy Spacek. Cette dernière était le premier choix du réalisateur pour le rôle de Rose.

## Remake
Un remake, réalisé par Jen Soska et Sylvia Soska, sort en 2019 avec Laura Vandervoort dans le rôle de Rose.